# Bistorta elliptica
Bistorta elliptica là một loài thực vật có hoa trong họ Rau răm. Loài này được (Willd. ex Spreng.) D.F. Murray & Elven mô tả khoa học đầu tiên năm 2008.